# Црква Свете великомученице Марине у Брзи
Црква Свете великомученице Марине у Брзи, насељеном месту на територији града Лесковца, православни је храм који припада Епархији нишкој Српске православне цркве.
Црква посвећена Светој великомученици Марини налази се, према предању, на  рушевини средњевековне богослужбене грађевине. Такође, на том месту се налазила стена којој је народ придавао магијска значења и окупљао се ту ради ритуала. Земљиште око садашњег храма се налазило у саставу турског спахилука који је одлазећи спахија оставио породици Стојановић.
Године 1984. јереј Вукашин Ђорђевић је склопио споразум са власницима о уступању земљишта цркви након чега је направљена капела, на месту где се налазила поменута стена. Камен је најпре био замишљен као могући Часни престо, али како магијска окупљања нису јењавала од тада, то је 2009. године, јереј Владан Ранђеловић предузео подухват, да се стена разбије и адаптира унутрашњост капеле. Она је данас у повременој богослужбеној употреби.